# Opisthopterus dovii
Opisthopterus dovii är en fiskart som först beskrevs av Günther, 1868.  Opisthopterus dovii ingår i släktet Opisthopterus och familjen sillfiskar. IUCN kategoriserar arten globalt som livskraftig. Inga underarter finns listade i Catalogue of Life.